# Dendrobium thyrsiflorum

Dendrobium thyrsiflorum em fase de floração.

Dendrobium thyrsiflorum é uma espécie de orquídea, pertencente ao gênero dendrobium. Nativa dos Himalaias, ocorre principalmente em setores montanhosos do Butão, Assam, Yunnan e Arunachal Pradesh. Sua presença também é registrada nas selvas das montanhas do norte da Indochina, incluindo setores do Myanmar, Tailândia, Laos e Vietnã.
Devido à sua floração exuberante, com cachos pendentes repletos de flores delicadas em tonalidades vibrantes, esta planta  tem conquistado cada vez mais espaço entre os orquidófilos de todo o mundo.

## Descrição

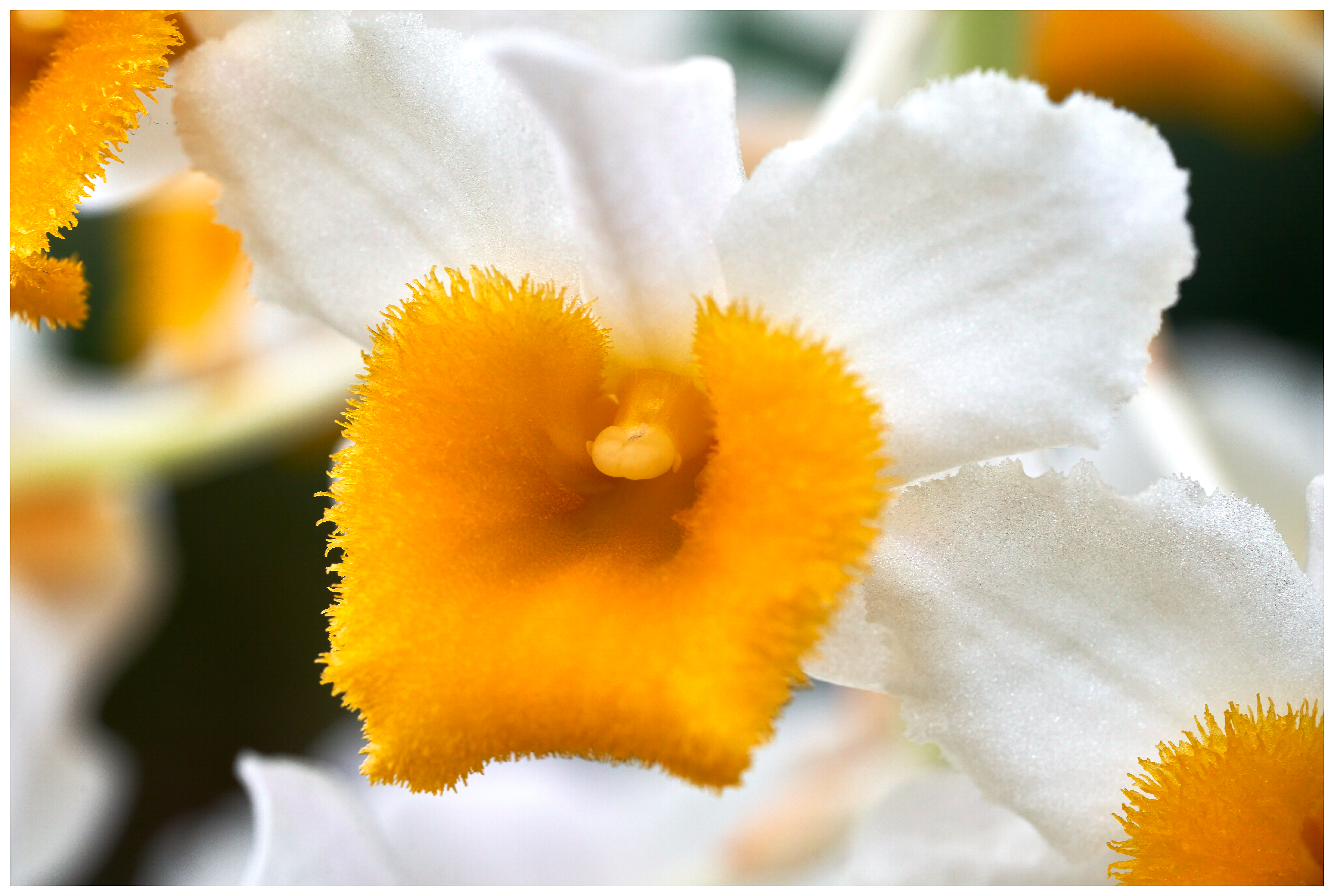
Flor da Dendrobium thyrsiflorum visualizada em destaque.

A Dendrobium thyrsiflorum é uma orquídea epífita amplamente cultivada em decorrência de sua beleza. É considerada uma planta ornamental, uma vez que é muito valorizada  em virtude da formação de volumosas  inflorescências localizadas em hastes pendentes, as quais se agrupam em uma estrutura cujo formato se assemelha ao de uma pinha.
Suas folhas são coriáceas e alongadas, com nervuras bem definidas. Elas surgem a partir dos pseudobulbos e contribuem para a fotossíntese da planta.
As raízes são aéreas e aderentes, permitindo que a planta se fixe em diversos tipos de suporte, como árvores ou troncos caídos.
As flores são pequenas e  de aspecto ceroso, reunidas em inflorescências densas, pendentes de hastes florais. Suas pétalas são geralmente brancas ou creme, com o labelo em tons mais amarelados ou alaranjados.
Normalmente os espécimes de  dendrobium thyrsiflorum apresentam diversas hastes florais ocorrendo simultaneamente na mesma planta, o que torna sua floração significativamente mais intensa quando comparada às demais orquídeas do seu mesmo gênero.

## Variedades
Duas variedades são atualmente reconhecidas:
- Dendrobium thyrsiflorum var. minutiflorum Aver. - Laos
- Dendrobium thyrsiflorum var. thyrsiflorum